# Parachutespringen

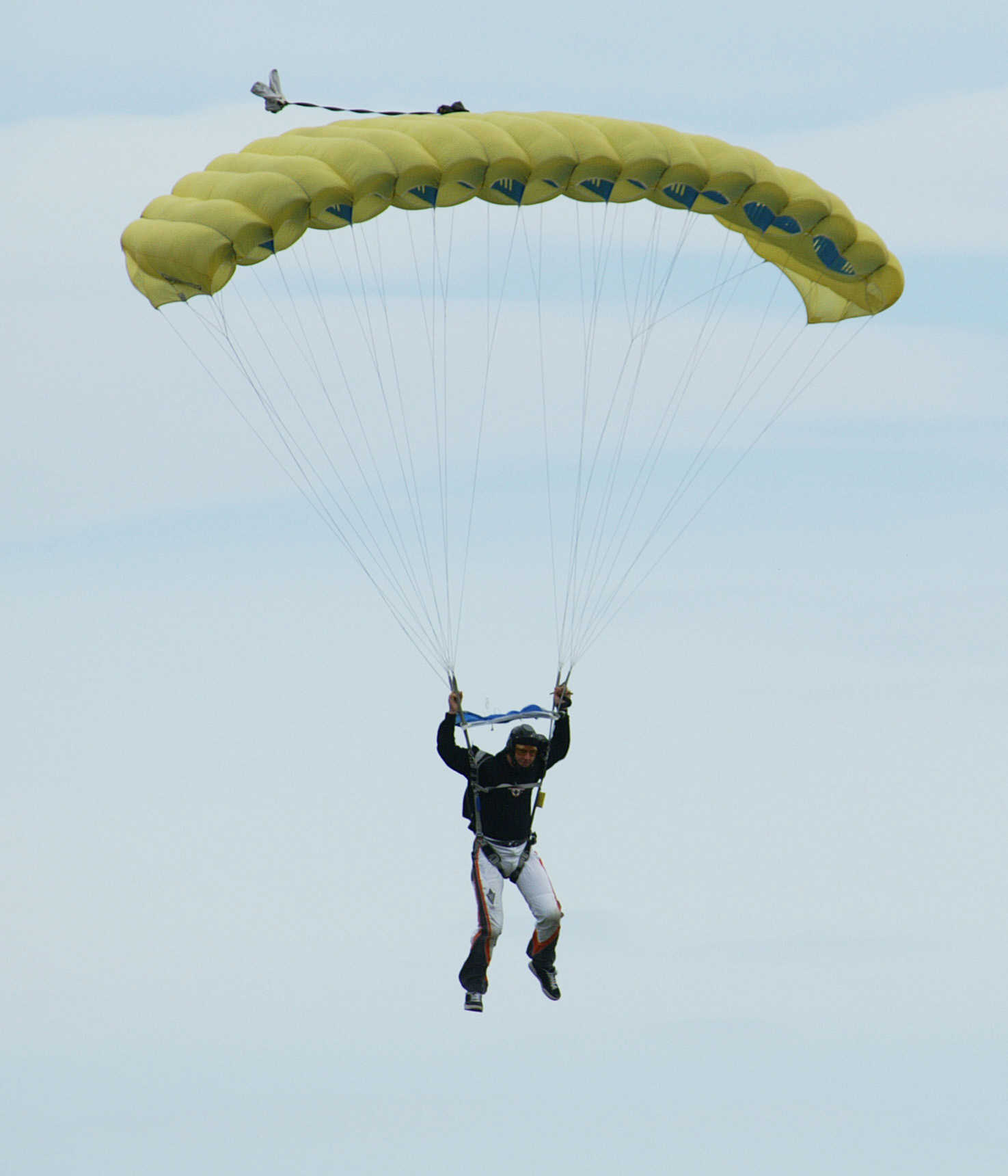
Parachute

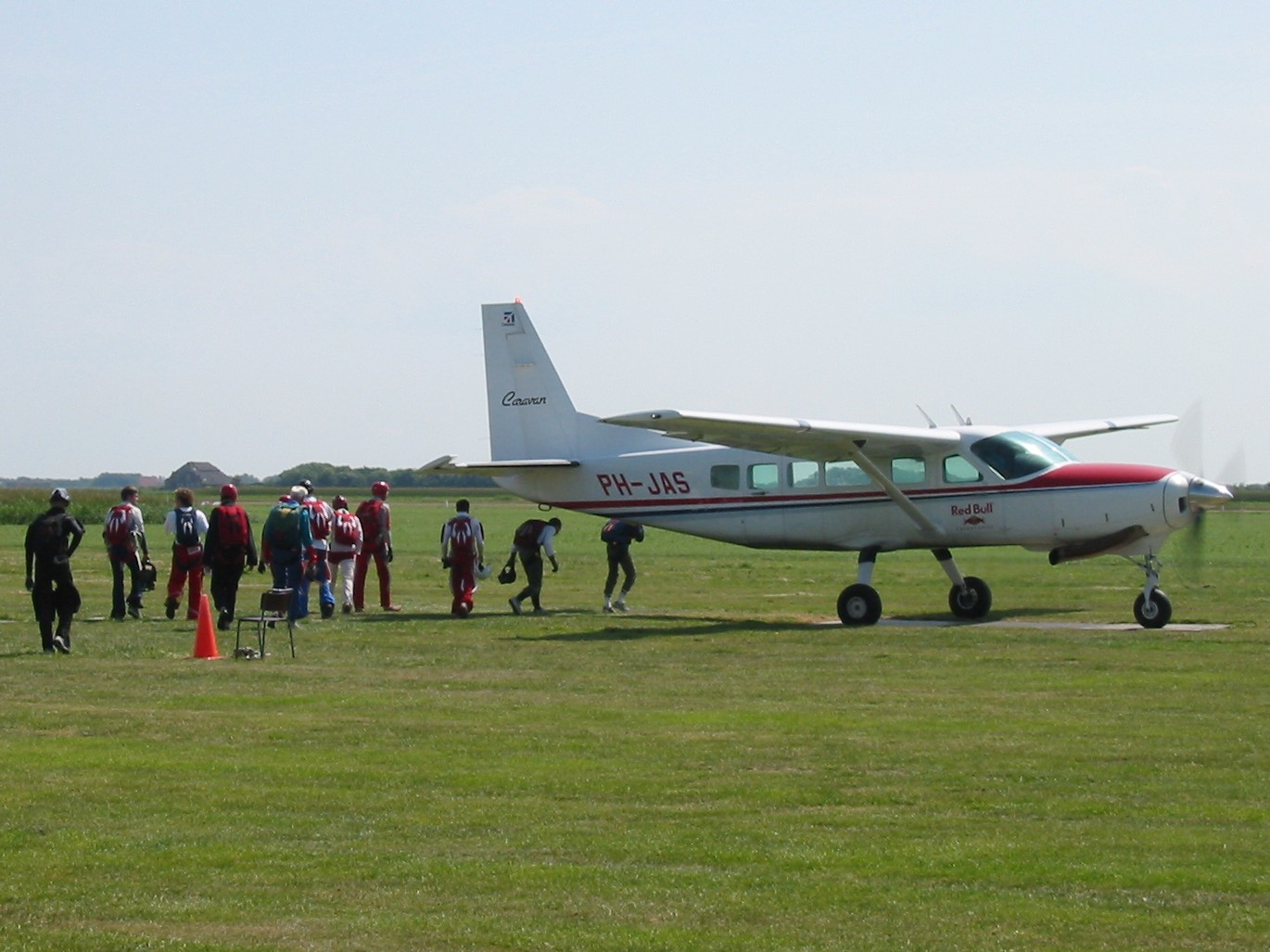
Parachutisten lopen naar een Cessna 208 op Vliegveld Texel

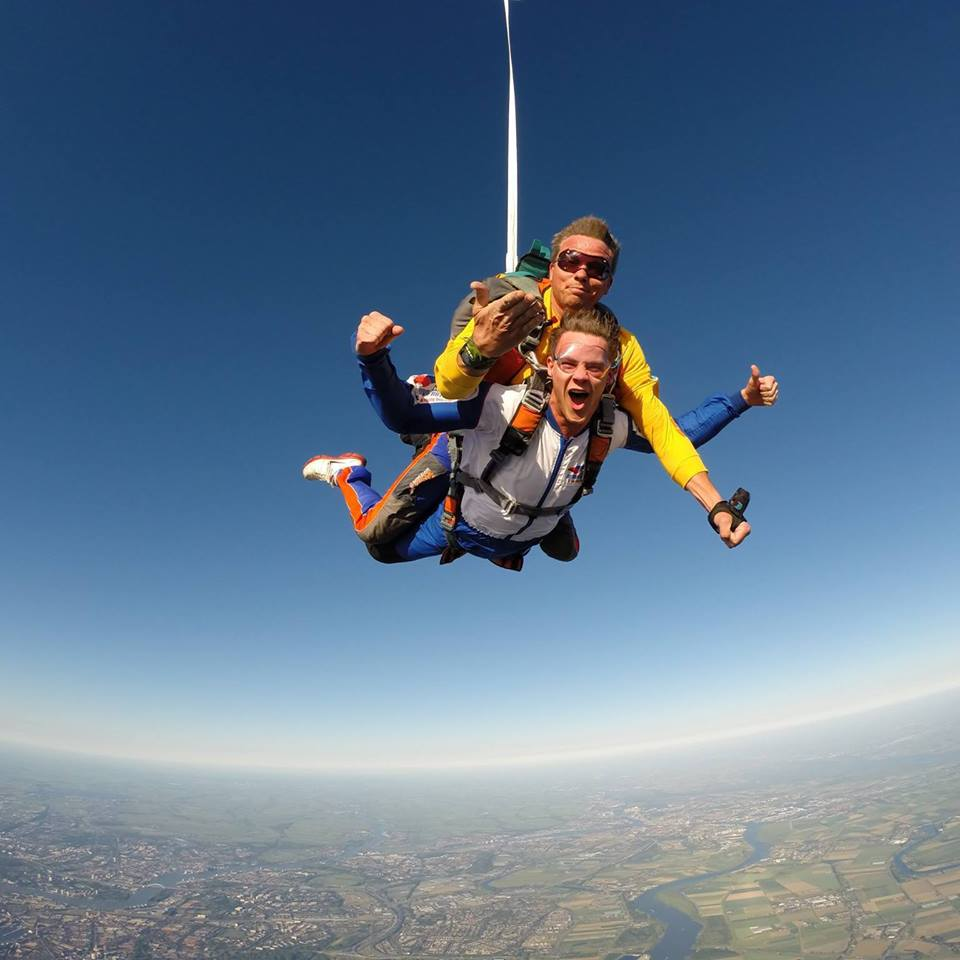
Voorbeeld van een tandemsprong

Parachutespringen of valschermspringen is het uitvoeren van een sprong uit een luchtvoertuig (een vliegtuig of ballon), gevolgd door een vlucht met een parachute na het ontplooien ervan en de landing. Het springen van bergen, gebouwen of andere hoge dingen die aan de aarde verbonden zijn, wordt basejumpen genoemd.
Vaak wordt niet gelijk de parachute geopend, maar is er eerst een fase van vrije val, die skydiving wordt genoemd. 
De geschiedenis van het parachutespringen begint bij André-Jacques Garnerin die in 1797 een succesvolle parachutesprong maakte vanuit een heteluchtballon. Het Amerikaanse leger ontwikkelde parachutes om piloten aan boord van ballonnen en vliegtuigen te redden bij noodsituaties, later als een manier om soldaten snel naar het slagveld te brengen. Vroege wedstrijden dateren uit de jaren 1930, en het werd een internationale sport in 1951. 
Parachutespringen wordt uitgevoerd als een recreatieve activiteit en een competitieve sport, maar ook bij de krijgsmacht (paratroepers, parachutisten, para's of valschermjagers genoemd) en in sommige landen bij de brandweer op afgelegen locaties (bijvoorbeeld de Amerikaanse smokejumpers en de Russische dienst Avialesoochrana).

## Parachutespringen als sport
Een vaste dropzone (DZ) of paraclub exploiteert een of meer vliegtuigen die groepen skydivers naar boven brengt tegen een vergoeding. Op kleinere dropzones worden kleine vliegtuigen zoals een Cessna C-172 of C-182 gebruikt. Op de grotere dropzones worden vliegtuigen met een ruimere capaciteit gebruikt, zoals de Cessna 208, de Havilland Twin Otter DHC6 of Short Skyvan. Doorgaans wordt er uit vliegtuigen gesprongen, maar sporadisch ook uit luchtballonnen of helikopters. 
Een gemiddelde sprong is een sprong uit een vliegtuig op ongeveer 3800 meter (12.500 voet) hoogte, een vrije val van ongeveer een minuut voor het activeren van een parachute op ongeveer 800 meter (2500-3500 voet). Het restant van de vlucht duurt circa 5 minuten. 
Wanneer de parachute geopend is kan de parachutist de richting en snelheid beïnvloeden door middel van de stuurlijnen die op de achterkant van de parachute zijn bevestigd en kan hij op de landingsplaats een zachte landing te maken. Alle moderne sportparachutes zijn zelfopblazende "ram-air"-vleugels die in de besturing van de snelheid en de richting vergelijkbaar zijn met paragliders. Paragliders hebben veel grotere lift en bereik, maar parachutes zijn ontworpen om de krachten bij het opengaan van de parachute te absorberen bij de eindsnelheid. 

### Veiligheid
In Nederland worden zo'n 85.000 sprongen per jaar gemaakt en overlijdt gemiddeld één persoon per jaar door een fatale landing. Niettemin wordt parachutespringen door de verzekeringsmaatschappijen gerekend tot de risicosporten. Iedere skydiver heeft ook een reserveparachute, mocht er iets mis gaan met de hoofdparachute, en als laatste redmiddel een AAD (Automatic Activation Device). Dit laatste elektronische redmiddel zorgt ervoor dat wanneer de skydiver rond 250 meter (800 voet) een hogere snelheid heeft dan gebruikelijk onder een hoofdparachute automatisch het openingsmechanisme van de reserveparachute wordt geactiveerd. Dit is het laatste redmiddel voor een skydiver als hij of zij niet meer in staat is om zelf de hoofd- of reserveparachute te openen. De AAD is verplicht in Nederland en België.

### Training

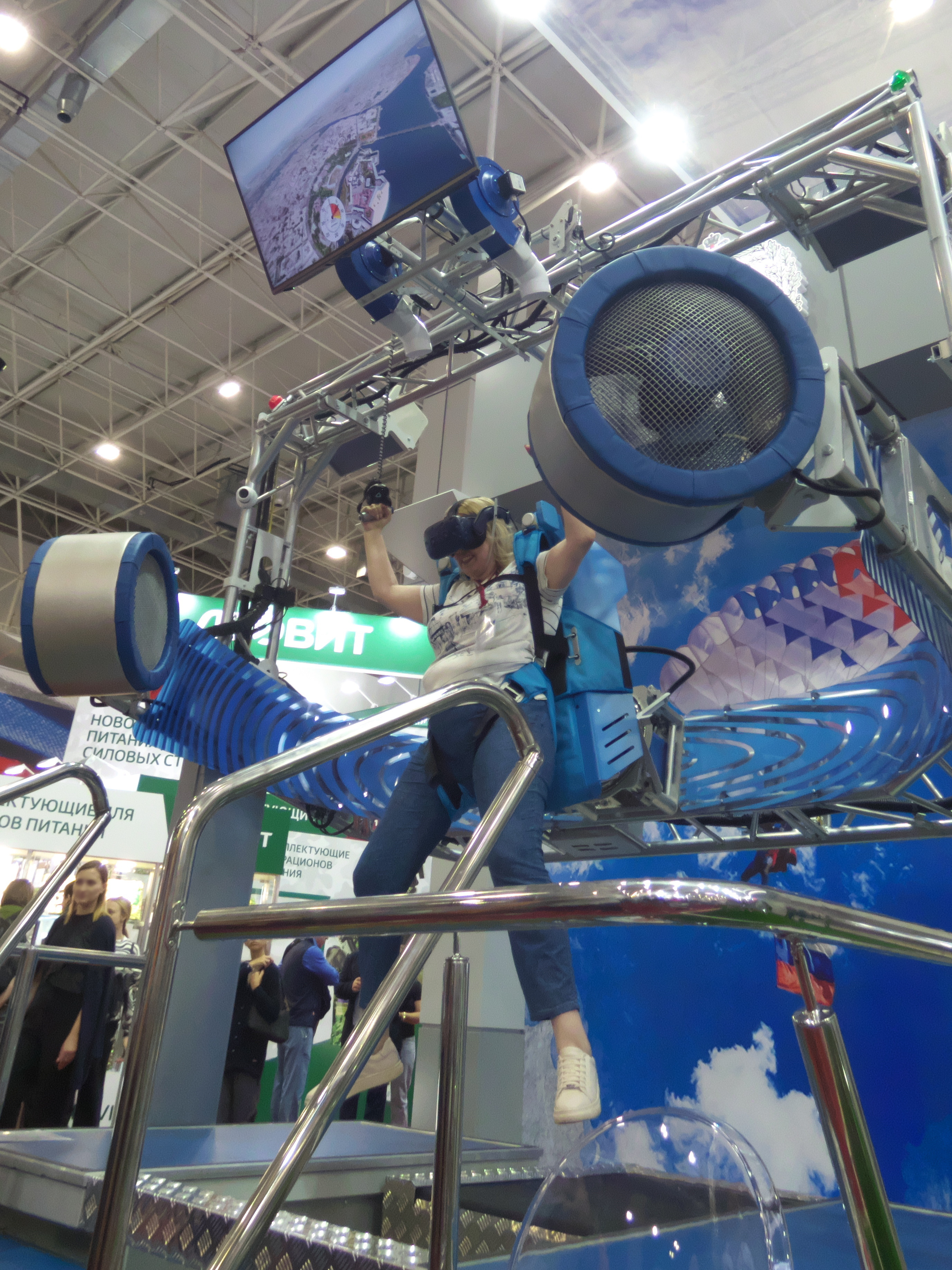
Virtual Reality Simulator

Er zijn globaal gezien twee opleidingsmethoden voor parachutespringen, die beide beginnen met een grondopleiding, die 1 à 2 dagen duurt:
- AO (Automatische Opening): hierbij wordt er meestal gesprongen vanaf een hoogte van 1000 meter (3500 voet) uit het vliegtuig. De parachute is verbonden met een zogenoemde static line aan het vliegtuig. Deze static line zorgt ervoor dat de parachute zich automatisch opent wanneer de parachutist het vliegtuig verlaat. De opening van de parachute vindt plaats ongeveer binnen drie à vier seconden na de 'exit' (het uitstappen). Parachutespringen door middel van automatische opening is solo, dus zonder tandemmaster.
- AFF (Accelerated Free Fall): hierbij springt de parachutist meestal vanaf een hoogte van 3800 meter (12.500 voet). Na een vrije val opent de parachutist of de instructeur de parachute met de hand. Tijdens de opleiding is de 'openingshoogte' meestal zo rond de 1500 meter (5000 voet).

Hiernaast bestaat nog het tandemspringen, wat in Nederland niet aan een opleiding verbonden is, maar een passagiers-rit.
- Tandem: het duospringen wordt ook tandemspringen genoemd. Bij tandemspringen wordt een onervaren springer met een tuig bevestigd aan een ervaren springer, vaak tandemmaster genoemd. De tandemmaster staat dan in voor het goede verloop van de sprong. Hij is ook de persoon die de parachute met de hand zal openen. Voordat men tandemmaster kan worden moet men als aspiranttandemmaster aan een aantal eisen voldoen. Deze houden onder meer in dat hij minimaal 3 jaar actief moet zijn in de sport, minstens 1000 vrije-valsprongen en 5 uur vrije-valtijd gemaakt moet hebben en minimaal een reserveprocedure uitgevoerd moet hebben. Tevens moet de aspiranttandemmaster het theorie- en praktijkexamen met goed gevolg hebben afgelegd.[1]

### Materiaal
Een parachutist maakt tijdens de sprong gebruik van een parachute-uitrusting die meestal bestaat uit vier materiaalcomponenten. Deze omvatten het tuig waarin de parachutist zit, een automatische opener (AAD, Automatic Activation Device), de hoofdparachute en de reserveparachute. Daarnaast wordt er een hoogtemeter meegenomen en meestal een brilletje (om de ogen te beschermen) en helm. 
De hoogtemeter wordt gebruikt om tijdens de vrije val te bepalen op welke hoogte men zich bevindt. Mocht de parachutist niet in staat zijn de hoofdparachute of reserveparachute te openen, dan activeert de AAD op een hoogte van ongeveer 230 meter (750 voet) de reserveparachute.

### Disciplines binnen het parachutespringen
Binnen het parachutespringen zijn er verschillende disciplines die men tijdens een sprong kan uitvoeren.
- Freestyle: een soort turnen in de lucht waarbij loopings en salto's worden uitgevoerd. Hierbij springt soms een cameraman mee met de freestyler.
- Freeflying: lijkt op freestylen. De valsnelheid bij freefly is net als bij freestyle hoger omdat figuren zoals head-down en stand-up uitgevoerd worden waarbij het lichaamsoppervlak dat wordt blootgesteld aan luchtweerstand kleiner wordt. Freefly competitiesprongen worden minstens met drie personen uitgevoerd (twee flyers en een cameraman).
- VFS: vertical formation skydiving is een vrij nieuwe discipline binnen het skydiven. Hierbij worden in head-down- en sitfly-positie formaties (figuren) gemaakt zoals bij het formatiespringen.
- Formatiespringen: er worden met twee of meer mensen figuren in de lucht gemaakt, zoals een cirkel of een vertakte figuur van mensen die elkaar vasthouden. Er zijn honderden figuren mogelijk. Het team kan winnen door zo veel mogelijk formaties te maken binnen een bepaalde tijd, die ook hier door een cameraman worden gefilmd.
- Canopy Formation: ook hierbij worden figuren met groepen mensen uitgevoerd, maar pas als de parachutes geopend zijn.
- Precisiespringen: ook wel PA-springen genoemd. Hierbij gaat het erom om in het midden van een elektronische schijf te landen (de middenstip –de nul– heeft een diameter van 2 centimeter). Er wordt elektronisch gemeten tot 16 cm.
- Canopy Piloting: een relatief nieuwe discipline waarbij het de bedoeling is dat de parachutist vlak boven de grond een zo groot mogelijke afstand aflegt. Dit wordt wel swoopen genoemd.
- Wingsuitvliegen: hierbij maakt de skydiver gebruik van vleugels die tussen de armen en benen zitten waardoor er lift gecreëerd wordt, wat dus resulteert in een langere vrijeval waarbij ook horizontale afstanden afgelegd kunnen worden. Waar bij een gewone vrije val de verticale snelheid ongeveer 190 km/h bedraagt, wordt deze bij het wingsuitvliegen beperkt tot ongeveer 80 km/h. Er wordt wel een horizontale snelheid bereikt van een 200 km/h. Dit is uiteraard allemaal ook afhankelijk van het gebruikte materiaal.
- Skysurfing: hierbij maakt de skydiver gebruik van een skysurfboard om te "surfen" op de relatieve wind. Beginners beginnen met een klein bord en doen zo ervaring op om dan op een grotere maat over te schakelen.
- Basejumpen: hierbij wordt gesprongen vanaf een hoge bergrichel of vanaf een hoog gebouw. Omdat een dergelijke sprong erg kort duurt en er geen gelegenheid is om de parachute te openen, springt de basejumper zonder reserveparachute.

De meest uitgevoerde disciplines zijn formatiespringen en freeflying.

## Militair parachutespringen

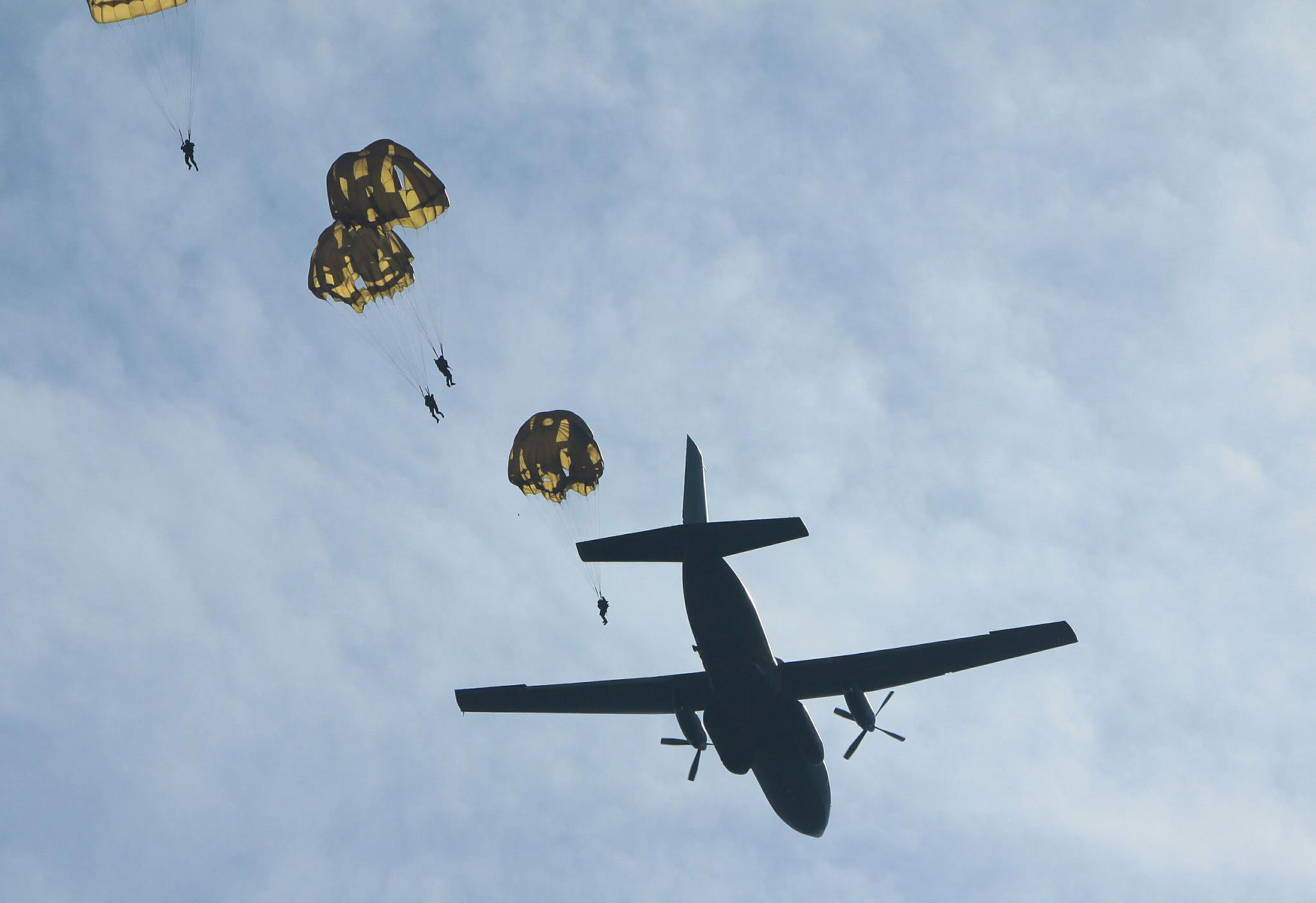
Parachutisten van de 11 Luchtmobiele Brigade

Als onderdeel van luchtlandingstroepen spelen parachutisten een belangrijke rol bij het transport van infanterie tijdens oorlogen en militaire conflicten. Diverse legeronderdelen worden in deze discipline getraind, zoals normale infanterietroepen alsmede commando's.

### Varianten en tactische principes
Bij het afzetten van troepen in vijandelijk gebied moet rekening gehouden worden met de risico's. Belangrijk is het de ontdekking van het afwerpende vliegtuig en de parachutisten te vermijden of te vertragen. In geval van ontdekking is het van belang (lucht)afweergeschut te ontwijken of de parachutisten van de vijand weg te leiden. In dit kader zijn meerdere combinaties van afspronghoogte en relatief openingstijdstip van de parachute mogelijk. Bij hoge sprongen (vanaf ca. zeven km hoogte) is een extra zuurstofvoorziening voor de parachutisten noodzakelijk.

#### Lage afsprong / lage opening
Om grote groepen in korte tijd te laten afspringen, vindt de sprong plaats op een hoogte van ca. 400 meter. Om de  parachuteopening zonder enige vertraging te waarborgen, wordt de parachute geopend door een lijn die met het vliegtuig verbonden is. Meestal worden ronde parachutes gebruikt. 

#### Hoge afsprong / lage opening
Een hoge afsprong en lage opening hebben het voordeel dat het vliegtuig en de parachutisten met grote waarschijnlijkheid onontdekt kunnen blijven. In dit geval moet de afsprong pal boven het landingsdoel plaatsvinden, wat het vliegtuig weer blootstelt aan luchtafweergeschut. De parachutisten blijven lang in vrije val, waarbij belangrijk is dat het landingsdoel niet door zijwind gemist wordt. 

#### Hoge afsprong / hoge opening
Bij een hoge afsprong en hoge opening kan het afwerpende vliegtuig op grotere afstand van het doel blijven. Hier moeten de parachutisten een lange afstand in horizontale richting zwevend afleggen. De waarschijnlijkheid van een ontdekking is bij deze methode het geringste.

### Transport van goederen
Ook om goederen door de lucht af te leveren worden militaire parachutisten getraind. Hiervoor staan constructies ter beschikking om goederen tot een gewicht van 250 kg als tandemsprong uit te voeren.

## Records
Op 14 oktober 2012 sprong Felix Baumgartner vanaf 39.045 meter, een recordhoogte. Tijdens de vrije val bereikte hij de recordsnelheid van 1342 kilometer per uur.
Op 24 oktober 2014 maakte de Amerikaan Alan Eustace, hoewel minder ervaren, een parachutesprong van 41 km, waarmee hij het hoogterecord verbeterde.

### Burger
- KNVvL afdeling parachutespringen
- VVP (Vlaams Verbond van Paraclubs)
- Paracentra in Nederland

### Militair
- Belgische ParaCommando's
- De Europese militaire parachutisten organisatie